# Bergbofjärden-Häverö Prästäng
Bergbofjärden-Häverö Prästäng este o arie protejată (arie specială de conservare — SAC, sit de importanță comunitară — SCI) din Suedia întinsă pe o suprafață de 165,8 ha, integral pe uscat.

## Localizare
Centrul sitului Bergbofjärden-Häverö Prästäng este situat la coordonatele 60°06′17″N 18°44′33″E / 60.1047°N 18.7425°E.

## Înființare
Situl Bergbofjärden-Häverö Prästäng a fost declarat sit de importanță comunitară în decembrie 1995 pentru a proteja 4 specii de plante. Situl a fost protejat și ca arie specială de conservare în martie 2011.

## Biodiversitate
Situată în ecoregiunile boreală și marină baltică, aria protejată conține 7 habitate naturale: Pajiști uscate seminaturale și facies de acoperire cu tufișuri pe substraturi calcaroase (Festuco-Brometalia) (* situri importante pentru orhidee), Mlaștini alcaline, Păduri fino-scandinave bogate în ierburi cu Picea abies, Pajiști din zone de pădure fino-scandinave, Pășuni din zone de pădure fino-scandinave, Pășuni de coastă din Baltica boreală, Fânețe de joasă altitudine (Alopecurus pratensis, Sanguisorba officinalis).
La baza desemnării sitului se află mai multe specii protejate de  plante (4): Buxbaumia viridis, papucul doamnei (Cypripedium calceolus), Saxifraga osloensis, sorbus teodorii (Sorbus teodori).